# Hardware (음반)
| 전문가 평가                      | 전문가 평가 |
| 평가 점수                        | 평가 점수   |
| 출처                             | 점수        |
| -------------------------------- | ----------- |
| AllMusic                         | [ 1 ]       |
| Collector's Guide to Heavy Metal | 6/10        |

《Hardware》는 스위스의 하드 록 밴드 크로커스의 5번째 음반이다. 이전 음반 《Metal Rendez-vous》의 성공에 도달하지는 못했다.(스위스에서 Gold만 취득) 그러나 이 음반은 미국, 영국, 그리고 기타 유럽 국가들의 음반 차트에 진입하였다.
영국의 기업 록 캔디 레코드는 2014년 CD로 음반을 재발매하였다.

## 곡 목록
1면
1. "Celebration" - 3:23
2. "Easy Rocker" - 5:28
3. "Smelly Nelly" (Tommy Kiefer, von Arb, von Rohr) - 3:42
4. "Mr. 69" - 3:02
5. "She's Got Everything" - 3:58

2면
1. "Burning Bones" (von Arb, von Rohr, Marc Storace) - 3:37
2. "Rock City" - 4:47
3. "Winning Man" - 5:34
4. "Mad Racket" - 4:02